# Лукіян Печерський
Лукіян священномученик Печерський (? — † бл. 1243, Київ) — православний святий, ієромонах Печерського монастиря. Священномученик. Пам'ять 10 вересня і 28 жовтня. 
Епітафія на аркосольній іконі його святого зовсім коротка. Вона повідомляє, що: "Лукіан священномученик постраждав від Батия близько 1243 року". 
Його мощі спочивають у Дальніх печерах. Частка мощей була закладена під час будівництва в мур церкви Петра та Павла в селі Максаки Менського району Чернігівської області.[джерело?]